# (3295) Murakami
(3295) Murakami est un astéroïde de la ceinture principale découvert le 17 février 1950 par l'astronome allemand Karl Wilhelm Reinmuth. Le lieu de découverte est Heidelberg (024). Sa désignation provisoire était 1950 DH.
Sa distance minimale d'intersection de l'orbite terrestre est de 1,019600 ua.